# ボルゴリッコ
ボルゴリッコ（伊: Borgoriccoo）は、イタリア共和国ヴェネト州パドヴァ県にある、人口約9,000人の基礎自治体（コムーネ）。

## 地理

### 位置・広がり
パドヴァ県北部のコムーネ。県都パドヴァから北北東へ15km、トレヴィーゾから南西へ26km、州都ヴェネツィアから西北西へ29kmの距離にある。

#### 隣接コムーネ
隣接するコムーネは以下の通り。括弧内のVEはヴェネツィア県所属を示す。
- カンポダルセゴ
- カンポザンピエーロ
- マッサンザーゴ
- サン・ジョルジョ・デッレ・ペルティケ
- サンタ・マリーア・ディ・サーラ (VE)
- ヴィッラノーヴァ・ディ・カンポサンピエーロ

### 気候分類・地震分類
ボルゴリッコにおけるイタリアの気候分類 (it) および度日は、zona E, 2399 GGである。
また、イタリアの地震リスク階級 (it) では、zona 3 (sismicità bassa) に分類される。

## 姉妹都市
- Kemerhisar、トルコ 2003年